# Hármasszabály (Agatha Christie-színdarabgyűjtemény)
A Hármasszabály (The Rule of Three) Agatha Christie három egyfelvonásos színdarabjának gyűjteménye, melyek cselekmény szempontjából egymástól függetlenek, mégis egy este alatt szokták bemutatni.
1961-ben az Egyesült Királyság több városában is bemutatták, majd 1962-ben a londoni West End Duchess Theatre színházban mutatták be.
A három egyfelvonásos színdarab:
- Tengerparti délután (Afternoon at the Seaside)
- Patkányok (Rats)
- A páciens (The Patient)

Színpadon Magyarországon még nem került bemutatásra.